# Peregrinikapelle (Rossau)

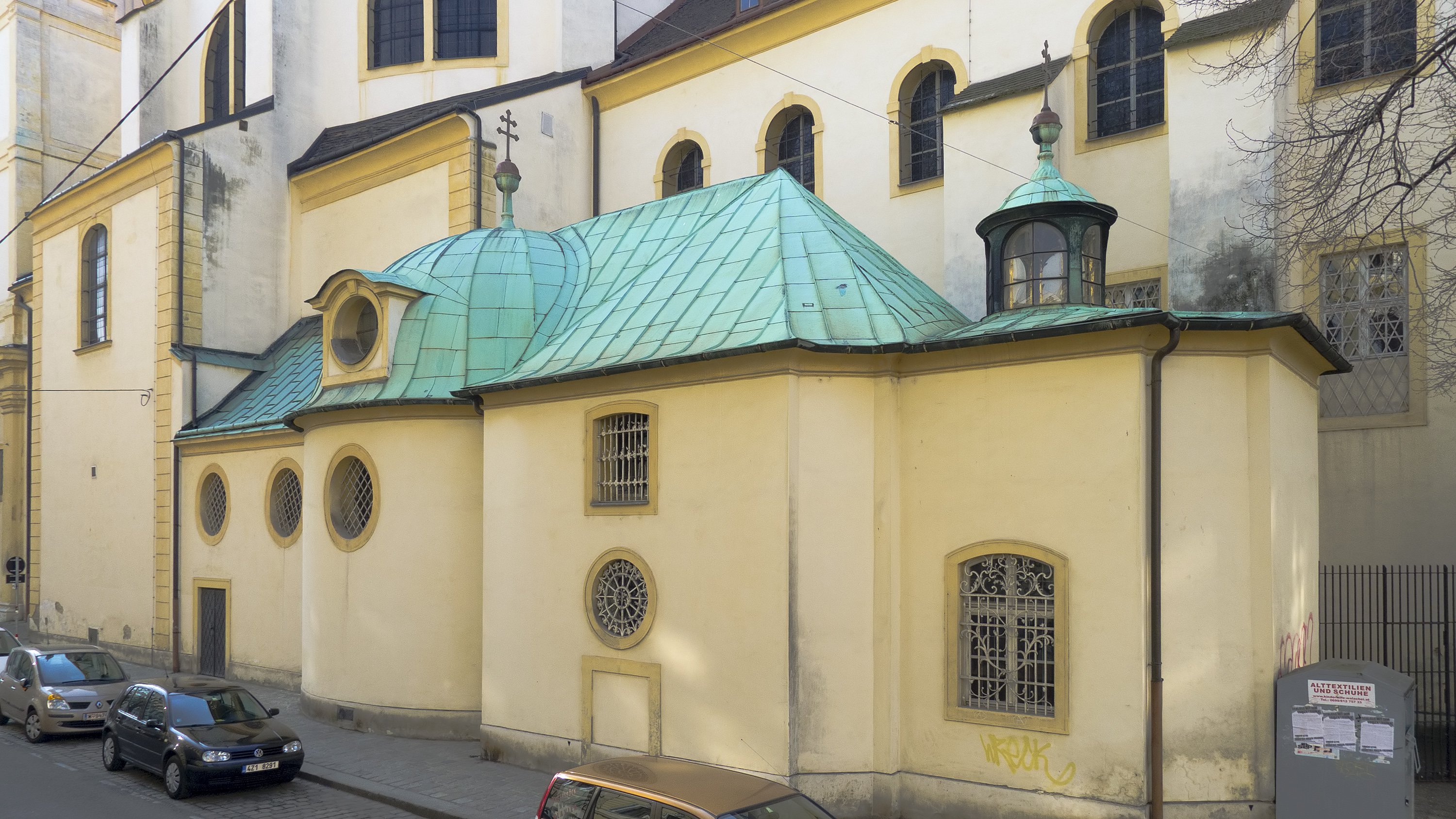
Die Peregrini-Kapelle

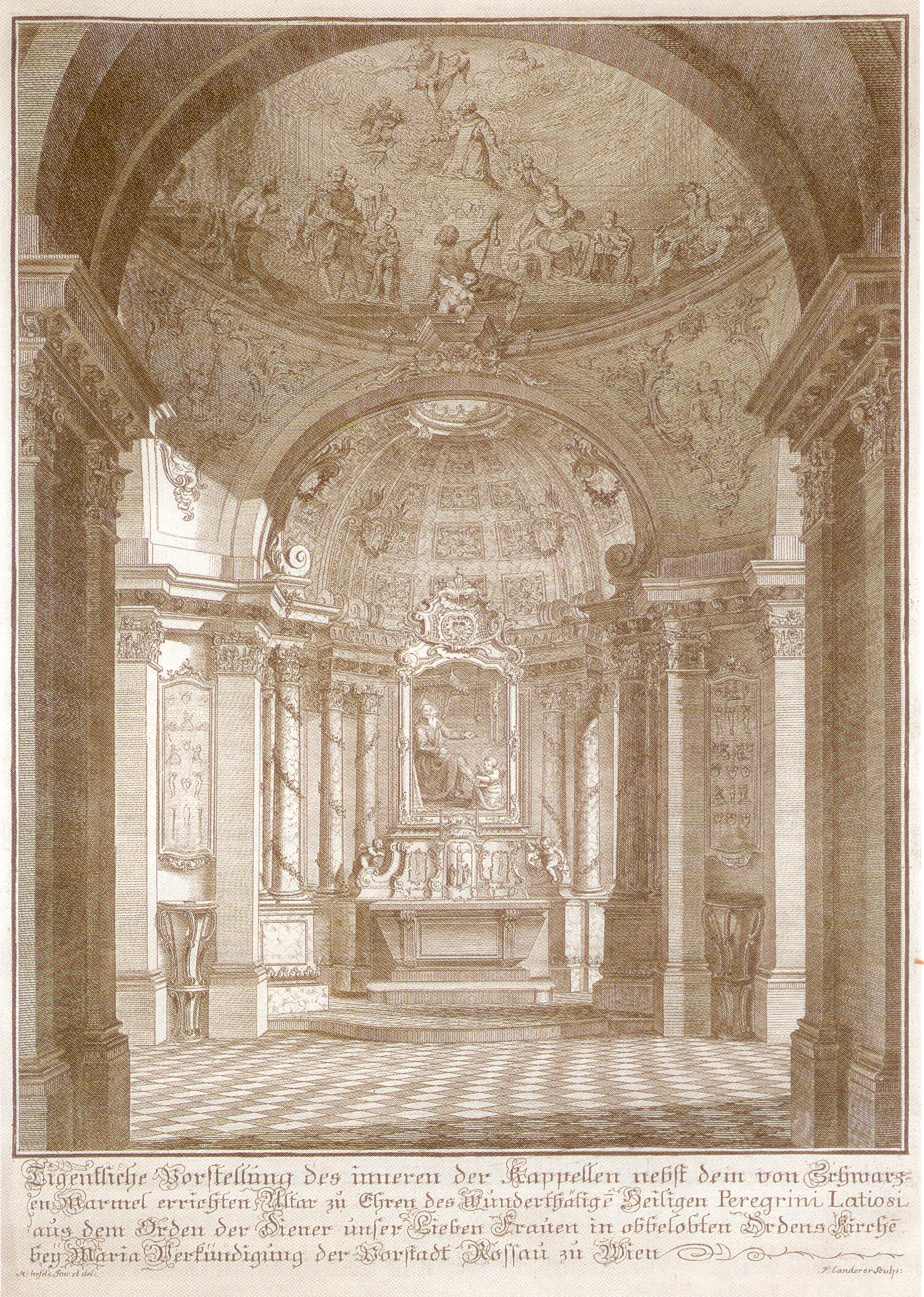
Stich der Peregrini-Kapelle von Landerer (Innenansicht der letzten Ausbaustufe von Melchior Hefele). Die Bildunterschrift lautet: „Eigentliche Vorstellung des inneren der Kappellen nebst dem von Schwarzen Marmel errichten Altar zu Ehren des Wunderthätige Heiligen Peregrini Latiosi aus dem Orden der Diener unser Lieben Frauen in obbelobten Ordens Kirche bey Maria Verkündigung der Vorstadt Rossau zu Wien“

Die Peregrinikapelle im Bezirksteil Rossau im 9. Wiener Gemeindebezirk Alsergrund ist eine Kapelle, die sich an der Nordseite der Pfarrkirche Rossau befindet (Grünentorgasse 16A). Sie ist ein spätbarockes Zeugnis der Verehrung des heiligen Servitenbruders Peregrinus Laziosi. Die Kapelle wurde 1765/66 von Melchior Hefele ausgebaut und enthält wertvolle Fresken des aus Wien-Rodaun stammenden Malers Joseph Adam Ritter von Mölk.

## Lage
Die Peregrinikapelle erstreckt sich in ihrer Längsachse über 30 Meter parallel zur Servitenkirche an deren Nordseite, von Osten nach Westen entlang der Grünentorgasse.
Ein Zugang liegt in der Westwand der Antoniuskapelle (sogenannter Anna-Altar), die den Ovalraum der Pfarrkirche Rossau in der Querachse erweitert. Seit 1827 gibt es auch einen Zugang von der Straße aus (Eingang Grünentorgasse).
Der Eingang in der Grünentorgasse ist seit 2014 rollstuhlgerecht ausgebaut.
Die zweijochige, platzlgewölbte Vorhalle der Peregrinikapelle bis zum kunstvollen Gitter von Zorigübl bildete deren ursprünglichen ersten Bauzustand. An den Vorraum schließt ein ovaler Kuppelraum an, der die erste Raumerweiterung (1728/29) darstellt.
Auf diesen folgt der jüngste, dritte Bauabschnitt, nämlich ein weiterer überkuppelter Raum über rechteckigem Grundriss mit abgeschrägten Raumecken, an den der eingezogene Altarraum mit Halbkreisapsis anschließt (1765/66).

## Baugeschichte und Anlage
Schon kurz nach der Heiligsprechungsfeier von Peregrin am 27. Dezember 1726 beschloss man die Errichtung einer eigenen Kapelle zur Verehrung dieses Heiligen als Anbau an die Servitenkirche. Die Grundsteinlegung war am 11. September 1727.
Die Verehrung dieses Heiligen wurde von den Serviten sehr gefördert, wie auch die 1731 errichtete Peregrin-Kapelle in Innsbruck oder die Pfarrkirche Maria Loretto zeigen.
Die zunächst nur kleine Kapelle wurde im Dezember 1727 fertiggestellt.
Diese heutige Vorhalle hat eine komposite Doppelpilastergliederung, ein tief unter die Fenster herabgezogenes verkröpftes Gesims und Doppelgurtbögen.
Schon 1728/1729 erfolgte, aufgrund neuerlicher Grundsteinlegung am 24. Juni 1728, die erste Vergrößerung der Kapelle: Aufgrund einer großzügigen Spende von Anna Maria von Roggenfels (5.000 Gulden) wurde die Kapelle erweitert und ein kunstvolles Rokokogitter des Rossauer Schlossermeisters Johann Zorigübl, bezeichnet mit der Jahreszahl „1729“, angefertigt.
1729 wurde eine Opfertafel und eine Lampe für die Kapelle gestiftet.
1735 erhielt die Kapelle vom römischen Ordensprotektor der Serviten als Geschenk eine Reliquie vom geheilten Bein des heiligen Peregrin samt Authentik (Echtheitszertifikat).
1747 wurde der Schrein des Heiligen, in dem die Wachsfigur von der Heiligsprechungsfeier aufgestellt war, mit einem kostbaren Silberrahmen in Rocailleornamentik von Joseph Krembser ausgestattet.
Später wurde auf Anordnung des Erzbischofs die Wachsfigur durch eine Holzfigur ersetzt, da sie mit Haaren und Stoffbekleidung wie lebensecht wirkte und Anlass zu unerwünschtem Aberglauben bieten konnte.
Die originale Wachsfigur wurde zunächst im Kapitelsaal, dann im Kreuzgang des Klosters aber weiterhin aufbewahrt.
1754 erhielt der Altar der Kapelle einen silbernen Tabernakel, ein Werk des Silberschmieds Johann Lamprechter.
Der Zustrom der Gläubigen war so groß, dass der Wiener Magistrat am 14. April 1765 die Bitte um neuerliche Vergrößerung der Kapelle in die Grünentorgasse bewilligte.
In den Jahren 1765–1766 wurde somit die Kapelle durch Hinzufügung eines weiteren Raumjochs und einer Apsis vergrößert und erhielt die heutige Gestalt.
Diese beiden aufeinanderfolgenden Kuppelräume zeigen komposite Pilastergliederung mit Konsolgesims, seitlich durchfensterte, rundbogige, seichte Arkadennischen.
Der halbkreisförmige Altar wurde mit sechs gekuppelten Säulen aus schwarzem, teilweise vergoldetem Lilienfelder Marmor, bekrönt von einer teils gerippten, teils kassettierten Halbkuppel (Kalotte) mit Laternenaufsatz, nach einem Entwurf des Architekten Melchior Hefele ausgestaltet. Es war dies das zweite Bauunterfangen Hefeles in Wien nach dem Hochaltar der Kirche Maria am Gestade 1764/66.
Mögliches Vorbild für die architektonische Lösung in der Peregrinikapelle ist der erste Entwurf Fischer von Erlachs zur Kuppeldekoration der Wiener Karlskirche.
Die Trennung der Altarnische zum davor liegenden Kapellenraum markiert ein auf Pfeilern ruhender Triumphbogen.

## Fresken
Die Peregrinikapelle erhielt 1767 zwei bedeutende Kuppelfresken von Mölk.
Das vordere Rundgemälde stellt die Verherrlichung des heiligen Peregrin dar: Im Vordergrund rechts ist die wunderbare Heilung der Anna Maria von Roggenfels zu sehen, die 1728 aus Dankbarkeit für eine wunderbare Heilung 5000 Gulden für die Kapellenerweiterung gestiftet hatte.
Das andere Deckengemälde zeigt die Bekehrung und Berufung des heiligen Peregrin durch Maria, die Muttergottes. Die Szenen sind von illusionistischer Scheinarchitektur umrahmt.
1908 erfolgte eine Restaurierung der Peregrinikapelle, eine weitere in den Jahren bis 2014.

## Verehrung des heiligen Peregrin in Wien
Die Verehrung des heiligen Peregrin hatte an allen Niederlassungen des Servitenordens große Bedeutung. Nach deren Satzungen sollte in jeder Ordenskirche ein Bild dieses Heiligen vorhanden sein.
Besonders verehrt wurde Peregrin aber in Wien. Bereits 1730 erschien hier das erste Andachtsbüchlein von Pater Leopold Rockenfels über den heiligen Peregrin unter dem Titel Ein glorreicher Wunderbaum in seiner Heiligkeit ist Peregrinus. 1736 erschien die Schrift Peregrinatio novena oder neuntägige Zuflucht zum hl. Peregrin. Viele der am Festtag in der Rossauer Servitenkirche gehaltenen Predigten sind zwecks Verbreitung der Peregrin-Verehrung in Druck erschienen, so zum Beispiel die 1740 gehaltene Predigt Rajmundus a nativitate B. M. V.: Peregrinus heilig von Fuß auf.
Kardinal Fürsterzbischof Sigismund von Kollonitz führte 1735 das Fest des heiligen Peregrin verbindlich für die gesamte Erzdiözese Wien ein. 1745 wurde an der Rossauer Servitenkirche eine Bruderschaft der Fiaker und Lohnkutscher zu Ehren des heiligen Peregrin gegründet. Auch am Wiener Hof wurde die Verehrung des heiligen Peregrin gepflegt. Schon 1727, als der Peregrinibildstock in feierlicher Prozession zur Servitenkirche getragen worden war, fanden sich im Zuge der achttägigen Feierlichkeiten zum Hochamt sowohl Kaiser Karl VI. mit seiner Gemahlin als auch Erzherzogin Magdalena ein. Zum jährlichen Fest des Heiligen kam dann der nahezu gesamte Hof in die Rossau. 1779 verfügte Maria Theresia eine Andacht für ihren am Fuß erkrankten Sohn Erzherzog Maximilian, den späteren Kurfürsten und Erzbischof von Köln.
Im Jahr 1782 besuchte Papst Pius VI. anlässlich seines Aufenthalts in Wien in Begleitung des Fürsterzbischofs von Prag und des Bischofs von Erlau das Servitenkloster und hielt nach einer Anbetung vor dem Hochaltar der Servitenkirche eine längere Andacht in der Peregrinikapelle. An diese Begebenheit erinnert eine schwarze Marmortafel mit der Inschrift: Pius VI. besuchte im Jahre 1782, den 10. April, diese Kapelle und betete vor dem Altare des heil. Peregrinus. Der Papst, der in seinen letzten Lebensjahren an Arthrose litt, setzte großes Vertrauen auf die Fürsprache des heiligen Peregrin. Er ließ sich seine Reliquie bringen und empfahl ihn als Patron der Fußleidenden und chronisch Kranken.
Unter Kaiser Joseph II. wurde mit Hofdekret vom 20. Januar 1783 an der Servitenkirche eine der zwanzig neu geschaffenen Vorstadtpfarren errichtet, die heutige Pfarre Rossau. Das Servitenkloster entging dadurch der Aufhebung, wie sie die Servitenklöster Maria Waldrast und Maria Weißenstein in Tirol, Maria Verkündigung in der Prager Neustadt und in Maria Loretto im heutigen Burgenland traf. Aufgehoben wurden unter Joseph II. alle frommen Bruderschaften, so auch die Peregrini-Bruderschaft. Obwohl von Joseph II. auch Wallfahrten generell abgeschafft wurden, fand die allgemeine Verehrung des heiligen Peregrin keinen Abbruch. Zu den prominenten Verehrern des Heiligen zählte in dieser Zeit Joseph Haydn.
Große Popularität fand die Peregrin-Verehrung in der Biedermeier-Zeit. 1827 wurde das Hundertjahrjubiläum der Heiligsprechung festlich gefeiert und aus ganz Wien, aus Niederösterreich, der Steiermark und aus Ungarn kamen Wallfahrer. Alljährlich wurde die Peregrini-Novene vom 26. April bis zum 4. Mai mit einem Pontifikalamt vom Abt des Schottenstiftes gefeiert. Es wurden Abendandachten mit einem Predigtzyklus gehalten und es erfolgte die öffentliche Verehrung der Reliquie vom geheilten Bein Peregrins. Verbunden waren die Festtage mit einem Kirtag, bei welchem als besondere Attraktion die sogenannten Peregrini-Kipferl verteilt wurden. Kaiser Ferdinand ließ sich an den Peregrini-Festtagen dieses Gebäck ofenfrisch in die Hofburg bringen und nach seinem Thronverzicht (1848) wurden Kaiser Ferdinand die Peregrini-Kipferl per Eilboten nach Prag auf den Hradschin geschickt. Auch im Hause von Sigmund Freud schätzte man die Peregrini-Kipferln. Besondere Verehrung zum heiligen Peregrin erwies die Tänzerin Fanny Elßler, die aus Dankbarkeit für die Heilung eines gebrochenen Beines einen silbernen Lorbeerkranz stiftete.
Ab 1914 wurde der Kult des Heiligen durch die alljährliche Veranstaltung einer Volksprozession durch Lichtental und die Rossau neu belebt, an welcher der Wiener Bürgermeister Richard Weiskirchner teilnahm und Kardinal Erzbischof Gustav Piffl den Pontifikalsegen erteilte. Bis zum Zweiten Vatikanischen Konzil wurde der gesamte Mai als „Peregrini-Monat“ gefeiert; Herzstück war die Peregrini-Novene, die vom 26. April bis zum Fest am 4. Mai begangen wurde.
Der Peregrini-Jahrmarkt bestand noch bis in das 21. Jahrhundert. Jährlich vergibt die Österreichische Gesellschaft für Phlebologie und dermatologische Angiologie den Peregrini-Förderungspreis für Publikationen aus dem Gebiet der Phlebologie.